# Тайпалсаарі
Тайпалсаарі (фін. Taipalsaari) — громада в провінції Південна Карелія, Фінляндія. Він розташований приблизно в 14 кілометрах на північний захід від Лаппеенранта на березі озера Сайма. Загальна площа території — 761,94 км, з яких 416,88 км² — вода.

## Демографія
На 31 січня 2022 в громаді Тайпалсаарі проживають 4 559 чоловік. Через війну в Україні багато українських біженців переїхали до Тайпалсаарi.
Зміна чисельності населення за роками:
| Рік  | Чисельність |
| ---- | ----------- |
| 1980 | 3818        |
| 1990 | 4655        |
| 2000 | 4712        |
| 2010 | 4911        |
| 2020 | 4665        |